# Liste der Kulturdenkmäler in Waldesch
In der Liste der Kulturdenkmäler in Waldesch sind alle Kulturdenkmäler der rheinland-pfälzischen Ortsgemeinde Waldesch aufgeführt. Grundlage ist die Denkmalliste des Landes Rheinland-Pfalz (Stand: 27. Oktober 2023).

## Einzeldenkmäler
| Bezeichnung                                 | Lage                                 | Baujahr         | Beschreibung                                                                 | Bild            |
| ------------------------------------------- | ------------------------------------ | --------------- | ---------------------------------------------------------------------------- | --------------- |
| Katholische Pfarrkirche St. Antonius Eremit | Koblenzer Straße Lage                | 1835/36         | Saalbau, Schieferbruchstein, 1835/36, Architekt Johann Claudius von Lassaulx | Fotos hochladen |
| Portal                                      | Koblenzer Straße, an Nr. 11 Lage     | 18. Jahrhundert | Barockportal, 18. Jahrhundert                                                | Fotos hochladen |
| Wegekapelle                                 | westlich des Ortes an der L 208 Lage | 19. Jahrhundert | Wegekapelle, Saalbau, 19. Jahrhundert; Kreuz, 19. Jahrhundert                | Fotos hochladen |